# Slowakische Badminton-Mannschaftsmeisterschaft 2006
Die Slowakische Badminton-Mannschaftsmeisterschaft 2006 war die 13. Auflage der Teamtitelkämpfe in der Slowakei. Meister wurde BC Prešov.

## Endstand
| Platz | Team                   | Spiele | G U V  | Spielpunkte | Punkte |
| ----- | ---------------------- | ------ | ------ | ----------- | ------ |
| 1     | BC Prešov              | 10     | 8 1 1  | 60:20       | 17     |
| 2     | TJ Lokomotíva Košice A | 10     | 8 1 1  | 59:21       | 17     |
| 3     | BK ATU Košice          | 10     | 5 1 4  | 47:33       | 11     |
| 4     | Spoje Bratislava       | 10     | 5 1 4  | 47:33       | 11     |
| 5     | CEVA Trenčín           | 10     | 5 1 4  | 45:35       | 11     |
| 6     | BK MI Trenčín          | 10     | 3 1 6  | 36:44       | 7      |
| 7     | TJ Lokomotíva Košice B | 10     | 3 0 7  | 20:60       | 6      |
| 8     | ŠKB Zákamenné          | 10     | 0 0 10 | 6:74        | 0      |